# Čistička vzduchu
Čistička vzduchu je technologie pro velkokapacitní čištění vzduchu, podle návrhu nizozemského umělce a vývojáře Daana Roosegaarda.

## Čistička v Pekingu
Roosagaarde svůj nápad prosadil v roce 2013 v Pekingu. Zprvu přemýšlel, že by technologii zavedl pod trávu v parku, aby byla prakticky neviditelná, ale později přišel na to, že by bylo dobré dát tomu tvar a vytvořit z toho tak místo setkání lidí. Chtěl tomu dá dát formu chrámu čistého vzduchu a právě proto je design inspirovaný čínskou pagodou. Mimo to ale chtěli, aby to vypadalo trochu jako vesmírná loď a tak spojili minulost a budoucnost v jedno. Věž je také vysoká sedm metrů a za hodinu vyčistí 30 tisíc metrů čtverečných znečištěného vzduchu. Výsledkem je pak o 75 % čistější ovzduší než v dalších částech města.

## Čistička v Rotterdamu
Dříve než Čína postavila svou první větší čističku vzduchu, Daan Roosagaarde ji již navrhl a zrealizoval. Jeho projekt s názvem Smog Free Tower stojí v nizozemském Rotterdamu a nejen, že je účinná, ale také skvěle vypadá. Věž je vysoká sedm metrů a funguje jako obří čistička, která filtruje znečištěný vzduch. Za pouhou hodinu stihne vyčistit až 30 tisíc metrů čtverečných vzduchu a přitom nespotřebuje víc energie, než kolik vyžaduje ohřátí teplé vody. Studio Roosegaarde nechce zůstat pouze u jednoho díla, chce takové čističky vzduchu rozšířit i do dalších měst z celého světa. Kromě různých kampaní získává finance i kreativní cestou. Z pevných částic zachyceného smogu totiž vyrábí šperky, konkrétně prsteny a manžetové knoflíčky. Jeden tisíc metrů krychlových špinavého vzduchu odpovídá zhruba jedné perle.

## Čistička v Si-an
V čínském městě Si-an v provincii Šen-si byla postavena experimentální věž, sloužící jako čistička vzduchu. Experimentální věž má výšku přes 100 metrů a spolu s dalšími částmi stroje zaujímá 2 480 metrů čtverečních. Byla otestována výzkumníky z Čínské akademie věd, aby se zjistila její funkčnost. Vedoucí vědci tohoto výzkumu tvrdí, že věž přinesla měřitelné zlepšení v kvalitě vzduchu.
V okolí základů věže je systém skleníků, které pokrývají plochu velkou jako půl fotbalového hřiště. Nasává znečištěný vzduch a zahřívá ho za pomocí solární energie. Teplý vzduch stoupá vzhůru do věže přes několik vrstev filtrů. Podle vedoucího výzkumu (Cao Junji) zpozorovali zlepšení vzduchu v oblasti větší než 10 kilometrů čtverečních a čistička za několik měsíců provozu dokázala vyprodukovat přes 10 miliónů kubických metrů čistého vzduchu každý den, od doby kdy byla spuštěna.